# AKB48 32ndシングル 選抜総選挙
『AKB48 32ndシングル 選抜総選挙』（エーケービーフォーティーエイト サーティーセカンドシングルせんばつそうせんきょ、別名：第5回AKB48選抜総選挙）とは、AKB48の32枚目のCDシングルに参加する選抜メンバーをファンによる投票で決定するイベント。この選挙の上位16位までのメンバーが2013年8月21日発売の32ndシングル「恋するフォーチュンクッキー」選抜メンバーとなった。
また、最終結果が発表される開票イベント『AKB48 32ndシングル 選抜総選挙 〜夢は一人じゃ見られない〜』（エーケービーフォーティーエイト サーティーセカンドシングルせんばつそうせんきょ ゆめはひとりじゃみられない）は、2013年6月8日に神奈川県横浜市の横浜国際総合競技場（日産スタジアム）で開催された『AKB48 スーパーフェスティバル 〜日産スタジアム、小（ち）っちぇっ! 小（ち）っちゃくないし!!〜』の第2部として行われた。会場での総合司会は徳光和夫と木佐彩子。

## 概要
選挙の実施は、2013年3月27日にAKB48公式ブログならびにAKB48オフィシャルサイトで発表された。
今回の総選挙では、初めて立候補制を採用することとなった。また、制限はあるが過去にAKB48グループにメンバーとして在籍していた人物が立候補できるのも今回が初めてである。
投票期間は2013年5月21日10時00分00秒（JST）から同年6月7日14時59分59秒（JST）まで。
開票イベントの模様は、前回と同様フジテレビ系列により地上波でイベント当日18時30分（JST）から23時10分（JST）まで『AKB48第5回選抜総選挙生放送SP』（エーケービーフォーティーエイトだいごかいせんばつそうせんきょなまほうそうスペシャル）として生中継された。放送スタジオからの司会は宮根誠司、加藤綾子（フジテレビアナウンサー）。番組途中に『FNNレインボー発』を含んだ。
1位となった指原莉乃 (HKT48) はAKB48の5期生であり、選抜総選挙史上初めて研究生経験者が1位となった。選抜メンバーによる32ndシングルの表題曲「恋するフォーチュンクッキー」は、AKB48がイメージキャラクターを務める『お台場合衆国2013』のテーマソングとなり、今ではセンターである指原の代名詞となった。

## 投票有資格者
- 31stシングル「さよならクロール」通常盤・劇場盤購入者
- AKB48公式ファンクラブ「二本柱の会」会員
- AKB48公式スマートフォンアプリ会員
- AKB OFFICIAL NET会員
- 以下の各グループ公式携帯サイト会員
  - AKB48 Mobile
  - SKE48 Mobile
  - NMB48 Mobile
  - HKT48 Mobile
- DMM.comが提供する以下の月額見放題サービス会員
  - 「AKB48 LIVE!! ON DEMAND」
  - 「SKE48 LIVE!! ON DEMAND」
  - 「NMB48 LIVE!! ON DEMAND」
  - 「HKT48 LIVE!! ON DEMAND」

## 被選挙権者
以下の条件のいずれかを満たすメンバーに被選挙権があり、立候補期間中に所定の用紙に記入し各劇場の選挙実行委員会に提出・受理されることで立候補となる。
- 2013年3月31日時点でAKB48・SKE48・NMB48・HKT48に在籍しているメンバー
- 日本国外の姉妹グループに移籍した元AKB48メンバー
- 過去にAKB48グループに4年以上在籍していたメンバー

### 立候補者
- 立候補期間：2013年3月31日12時00分 - 4月7日24時00分
- 立候補者数：246名[注釈 3]

本節以下における所属チームは2013年6月8日時点。各チームの候補者数は兼任メンバーの重複を含む。SKE48メンバーの所属チームはチーム再編（組閣）後時点

#### AKB48
- チームA（21名）
  - 伊豆田莉奈、入山杏奈、岩田華怜、大島涼花、川栄李奈、菊地あやか、兒玉遥（HKT48チームH兼任）、小林茉里奈、佐々木優佳里、佐藤すみれ、篠田麻里子、鈴木まりや（SNH48兼任）、高橋朱里、高橋みなみ、田野優花、仲俣汐里、松井咲子、森川彩香、矢倉楓子（NMB48チームM兼任）、横山由依、渡辺麻友
- チームK（21名）
  - 阿部マリア、板野友美[注釈 4]、内田眞由美、大島優子、北原里英、倉持明日香、小林香菜、佐藤亜美菜、島田晴香、鈴木紫帆里、近野莉菜、中田ちさと、永尾まりや、藤田奈那、平田梨奈、古畑奈和（SKE48チームE兼任）、前田亜美、松井珠理奈（SKE48チームS兼任）、宮崎美穂、宮澤佐江（SNH48兼任）、武藤十夢
- チームB（22名）
  - 石田晴香、市川美織（NMB48チームN兼任）、岩佐美咲、梅田彩佳、大場美奈（SKE48チームKII兼任）、大森美優、大家志津香、柏木由紀、片山陽加、加藤玲奈、小嶋菜月、小嶋陽菜、島崎遥香、高城亜樹（JKT48チームJ兼任）、竹内美宥、田名部生来、中村麻里子、名取稚菜、野中美郷、藤江れいな、山内鈴蘭、渡辺美優紀（NMB48チームN兼任）
- 研究生（16名）
  - 相笠萌、岩立沙穂、梅田綾乃、岡田彩花、北澤早紀、篠崎彩奈、髙島祐利奈、村山彩希、茂木忍、内山奈月、岡田奈々、小嶋真子、西野未姫、橋本耀、前田美月、峯岸みなみ

#### SKE48
- チームS（14名）
  - 阿比留李帆、石田安奈、磯原杏華、江籠裕奈、大矢真那、木﨑ゆりあ、後藤理沙子、斉藤真木子、都築里佳、出口陽、中西優香、新土居沙也加、松井珠理奈（AKB48チームK兼任）、矢方美紀
- チームKII（15名）
  - 内山命、大場美奈（AKB48チームB兼任）、加藤智子、加藤るみ、小林亜実、佐藤実絵子、柴田阿弥、須田亜香里、高木由麻奈、高柳明音、竹内舞、二村春香、古川愛李、松本梨奈、山下ゆかり
- チームE（15名）
  - 東李苑、井口栞里、市野成美、岩永亞美、梅本まどか、金子栞、木下有希子、木本花音、酒井萌衣、菅なな子、古畑奈和（AKB48チームK兼任）、松井玲奈、水埜帆乃香、宮前杏実、山田澪花
- 研究生（20名）
  - 犬塚あさな、松村香織、山田みずほ、青木詩織、井田玲音名、折戸愛彩、鎌田菜月、北川綾巴、北野瑠華、北原侑奈、熊崎晴香、後藤真由子、佐々木柚香、空美夕日、竹内彩姫、野口由芽、日高優月、矢野杏月、山田樹奈、山本由香

#### NMB48
- チームN（14名）
  - 市川美織（AKB48チームB兼任）、小笠原茉由、門脇佳奈子、木下春奈、古賀成美、小谷里歩、近藤里奈、上西恵、白間美瑠、西村愛華、山口夕輝、山本彩、吉田朱里、渡辺美優紀（AKB48チームB兼任）
- チームM（14名）
  - 東由樹、沖田彩華、川上礼奈、木下百花、島田玲奈、高野祐衣、谷川愛梨、三田麻央、村上文香、村瀬紗英、矢倉楓子（AKB48チームA兼任）、山岸奈津美、山田菜々、與儀ケイラ
- チームBII（16名）
  - 赤澤萌乃、石塚朱莉、井尻晏菜、植田碧麗、梅原真子、太田夢莉、加藤夕夏、上枝恵美加、日下このみ、久代梨奈、黒川葉月、河野早紀、小林莉加子、室加奈子、薮下柊、山内つばさ
- 研究生（20名）
  - 石田優美、鵜野みずき、高山梨子、中川紘美、西澤瑠莉奈、林萌々香、三浦亜莉沙、明石奈津子、石原雅子、大段舞依、小川乃愛、川上千尋、渋谷凪咲、嶋崎百萌香、照井穂乃佳、中野麗来、松岡知穂、松村芽久未、森田彩花、山尾梨奈

#### HKT48
- チームH（15名）
  - 穴井千尋、植木南央、多田愛佳、熊沢世莉奈、兒玉遥（AKB48チームA兼任）、指原莉乃、下野由貴、田中菜津美、中西智代梨、松岡菜摘、宮脇咲良、村重杏奈、本村碧唯、森保まどか、若田部遥
- 研究生（24名）
  - 安陪恭加、今田美奈、深川舞子、秋吉優花、伊藤来笑、井上由莉耶、岩花詩乃、宇井真白、上野遥、梅本泉、岡田栞奈、岡本尚子、草場愛、神志那結衣、後藤泉、駒田京伽、坂口理子、田島芽瑠、田中優香、谷真理佳、冨吉明日香、朝長美桜、渕上舞、山田麻莉奈

#### JKT48
- チームJ（1名）
  - 高城亜樹（AKB48チームB兼任）

#### SNH48
- SNH48（2名）
  - 鈴木まりや（AKB48チームA兼任）、宮澤佐江（AKB48チームK兼任）

#### 卒業メンバー
- 卒業メンバー（6名）
  - 元AKB48・元SDN48
    - 浦野一美、大堀恵、小原春香、佐藤由加理、野呂佳代

  - 元AKB48
    - 平嶋夏海

### 不参加
- 不参加者数：38名

★は立候補受付開始日以降、開票日までにAKB48グループから卒業した、または卒業発表をしたメンバー

#### AKB48
- チームA（1名）
  - ★中塚智実
- チームK（2名）
  - ★秋元才加（前回20位）、★松原夏海
- チームB（1名）
  - ★小森美果（前回64位）

#### SKE48
- チームS（2名）
  - 佐藤聖羅、向田茉夏（前回35位）
- チームE（1名）
  - 鬼頭桃菜
- 研究生（3名）
  - 大脇有紗、荻野利沙、★藤本美月[注釈 5]

#### NMB48
- チームN（1名）
  - 岸野里香
- チームM（2名）
  - 小柳有沙、★山本ひとみ

#### JKT48
- チームJ（1名）
  - 仲川遥香（前回44位）

#### 卒業メンバー
- 元AKB48（7名）
  - 奥真奈美、小野恵令奈、佐藤夏希、仲谷明香（前回36位）、前田敦子、増田有華（前回26位）、米沢瑠美
- 元SKE48（1名）
  - 平田璃香子

#### 開催発表日時点で卒業発表をしていたメンバー
- 篠原栞那（元NMB48チームN） - 2013年4月12日卒業
- 仁藤萌乃（元AKB48チームA、前回55位） - 2013年4月28日卒業
- 河西智美（同、前回12位） - 2013年5月3日卒業
- 桑原みずき（元SKE48チームS） - 2013年5月6日卒業
- 高田志織（同） - 同上
- 平松可奈子（同） - 同上
- 矢神久美（同、前回28位） - 同上
- 赤枝里々奈（元SKE48チームKII） - 同上
- 小木曽汐莉（同、前回32位） - 同上
- 秦佐和子（同、前回25位） - 同上
- 上野圭澄（元SKE48チームE） - 同上
- 原望奈美（同） - 同上
- 小林絵未梨（元SKE48研究生） - 同上
- 福本愛菜（元NMB48チームN、前回43位） - 2013年7月1日卒業

#### 一度は立候補したが、開票日までに卒業したメンバー
- 伊藤茜（元SKE48研究生） - 2013年5月9日辞退
- 日置実希（同） - 2013年6月1日辞退

## 当選枠
当選人数およびユニットの枠組みは前回と同じ。当選枠は64で、1 - 16位の16人が表題曲の選抜メンバーとなる。17 - 32位の16人はアンダーガールズ、33 - 48位の16人がネクストガールズ、49 - 64位の16人がフューチャーガールズとしてそれぞれの楽曲に参加する。

## 結果
※以下、所属のうち「研」はAKB48研究生、「栄研」はSKE48研究生、「博研」はHKT48研究生、「上」はSNH48、「卒」はAKB48卒業生をそれぞれ表す。
なお、SKE48メンバーおよび2013年4月28日付で人事異動が発表されたメンバーは、立候補は人事発表以前の所属となっているが、結果発表では人事発効後の所属となっている。
| 順位                                   | 氏名                                   | 所属                                   | 得票数                                 | 速報                                   | 速報                                   | 前回 順位                              | 過去 最高 順位                         |
| 順位                                   | 氏名                                   | 所属                                   | 得票数                                 | 得票                                   | 順位                                   | 前回 順位                              | 過去 最高 順位                         |
| 32ndシングル 選抜メンバー（1位〜16位） | 32ndシングル 選抜メンバー（1位〜16位） | 32ndシングル 選抜メンバー（1位〜16位） | 32ndシングル 選抜メンバー（1位〜16位） | 32ndシングル 選抜メンバー（1位〜16位） | 32ndシングル 選抜メンバー（1位〜16位） | 32ndシングル 選抜メンバー（1位〜16位） | 32ndシングル 選抜メンバー（1位〜16位） |
| -------------------------------------- | -------------------------------------- | -------------------------------------- | -------------------------------------- | -------------------------------------- | -------------------------------------- | -------------------------------------- | -------------------------------------- |
| 1位                                    | 指原莉乃                               | H                                      | 150,570票                              | 28,516票                               | 1位                                    | 4位                                    | 4位                                    |
| 2位                                    | 大島優子                               | K                                      | 136,503票                              | 13,993票                               | 3位                                    | 1位                                    | 1位                                    |
| 3位                                    | 渡辺麻友                               | A                                      | 101,210票                              | 14,868票                               | 2位                                    | 2位                                    | 2位                                    |
| 4位                                    | 柏木由紀                               | B                                      | 96,905票                               | 12,875票                               | 5位                                    | 3位                                    | 3位                                    |
| 5位                                    | 篠田麻里子                             | A                                      | 92,599票                               | 7,123票                                | 15位                                   | 5位                                    | 3位                                    |
| 6位                                    | 松井珠理奈                             | S/K                                    | 77,170票                               | 13,639票                               | 4位                                    | 9位                                    | 9位                                    |
| 7位                                    | 松井玲奈                               | E                                      | 73,173票                               | 12,163票                               | 6位                                    | 10位                                   | 10位                                   |
| 8位                                    | 高橋みなみ                             | A                                      | 68,681票                               | 6,596票                                | 18位                                   | 6位                                    | 5位                                    |
| 9位                                    | 小嶋陽菜                               | B                                      | 67,424票                               | 6,495票                                | 20位                                   | 7位                                    | 6位                                    |
| 10位                                   | 宮澤佐江                               | 上/K                                   | 65,867票                               | 8,560票                                | 12位                                   | 11位                                   | 9位                                    |
| 11位                                   | 板野友美                               | K                                      | 63,547票                               | 7,406票                                | 14位                                   | 8位                                    | 4位                                    |
| 12位                                   | 島崎遥香                               | B                                      | 57,275票                               | 11,817票                               | 7位                                    | 23位                                   | 23位                                   |
| 13位                                   | 横山由依                               | A                                      | 53,903票                               | 10,596票                               | 9位                                    | 15位                                   | 15位                                   |
| 14位                                   | 山本彩                                 | N                                      | 51,793票                               | 8,061票                                | 13位                                   | 18位                                   | 18位                                   |
| 15位                                   | 渡辺美優紀                             | N/B                                    | 44,116票                               | 9,123票                                | 10位                                   | 19位                                   | 19位                                   |
| 16位                                   | 須田亜香里                             | KII                                    | 43,252票                               | 8,750票                                | 11位                                   | 29位                                   | 29位                                   |
| アンダーガールズ（17位〜32位）         |                                        |                                        |                                        |                                        |                                        |                                        |                                        |
| 17位                                   | 柴田阿弥                               | KII                                    | 39,739票                               | 11,513票                               | 8位                                    | 圏外                                   | -                                      |
| 18位                                   | 峯岸みなみ                             | 研                                     | 38,985票                               | 4,866票                                | 26位                                   | 14位                                   | 14位                                   |
| 19位                                   | 梅田彩佳                               | B                                      | 36,282票                               | 6,023票                                | 22位                                   | 16位                                   | 16位                                   |
| 20位                                   | 高城亜樹                               | J/B                                    | 33,129票                               | 4,110票                                | 37位                                   | 17位                                   | 12位                                   |
| 21位                                   | 北原里英                               | K                                      | 33,121票                               | 3,502票                                | 38位                                   | 13位                                   | 13位                                   |
| 22位                                   | 木﨑ゆりあ                             | S                                      | 30,307票                               | 6,888票                                | 16位                                   | 31位                                   | 31位                                   |
| 23位                                   | 高柳明音                               | KII                                    | 29,199票                               | 4,822票                                | 28位                                   | 24位                                   | 23位                                   |
| 24位                                   | 松村香織                               | 栄研                                   | 27,566票                               | 6,603票                                | 17位                                   | 34位                                   | 34位                                   |
| 25位                                   | 川栄李奈                               | A                                      | 26,764票                               | 4,455票                                | 33位                                   | 圏外                                   | -                                      |
| 26位                                   | 宮脇咲良                               | H                                      | 25,760票                               | 2,481票                                | 61位                                   | 47位                                   | 47位                                   |
| 27位                                   | 古川愛李                               | KII                                    | 24,990票                               | 4,382票                                | 34位                                   | 30位                                   | 30位                                   |
| 28位                                   | 山田菜々                               | M                                      | 23,950票                               | 2,854票                                | 47位                                   | 46位                                   | 46位                                   |
| 29位                                   | 大矢真那                               | S                                      | 23,588票                               | 4,699票                                | 29位                                   | 27位                                   | 24位                                   |
| 30位                                   | 入山杏奈                               | A                                      | 22,869票                               | 4,863票                                | 27位                                   | 圏外                                   | -                                      |
| 31位                                   | 木本花音                               | E                                      | 21,385票                               | 2,274票                                | 64位                                   | 56位                                   | 56位                                   |
| 32位                                   | 藤江れいな                             | B                                      | 21,324票                               | 2,708票                                | 52位                                   | 40位                                   | 33位                                   |
| ネクストガールズ（33位〜48位）         |                                        |                                        |                                        |                                        |                                        |                                        |                                        |
| 33位                                   | 佐藤亜美菜                             | K                                      | 19,569票                               | 圏外                                   | 圏外                                   | 21位                                   | 8位                                    |
| 34位                                   | 片山陽加                               | B                                      | 19,158票                               | 4,117票                                | 36位                                   | 48位                                   | 28位                                   |
| 35位                                   | 永尾まりや                             | K                                      | 18,978票                               | 圏外                                   | 圏外                                   | 39位                                   | 39位                                   |
| 36位                                   | 倉持明日香                             | K                                      | 18,435票                               | 2,698票                                | 54位                                   | 22位                                   | 21位                                   |
| 37位                                   | 兒玉遥                                 | H/A                                    | 18,145票                               | 5,091票                                | 24位                                   | 圏外                                   | -                                      |
| 38位                                   | 田野優花                               | A                                      | 18,125票                               | 2,393票                                | 63位                                   | 45位                                   | 45位                                   |
| 39位                                   | 梅本まどか                             | E                                      | 17,819票                               | 6,051票                                | 21位                                   | 圏外                                   | -                                      |
| 40位                                   | 上西恵                                 | N                                      | 17,381票                               | 4,632票                                | 31位                                   | 圏外                                   | -                                      |
| 41位                                   | 松本梨奈                               | KII                                    | 16,715票                               | 4,490票                                | 32位                                   | 圏外                                   | -                                      |
| 42位                                   | 斉藤真木子                             | S                                      | 16,508票                               | 5,050票                                | 25位                                   | 圏外                                   | -                                      |
| 43位                                   | 多田愛佳                               | H                                      | 16,401票                               | 3,254票                                | 41位                                   | 52位                                   | 20位                                   |
| 44位                                   | 矢倉楓子                               | M/A                                    | 16,281票                               | 2,529票                                | 59位                                   | 圏外                                   | -                                      |
| 45位                                   | 武藤十夢                               | K                                      | 16,221票                               | 4,187票                                | 35位                                   | 49位                                   | 49位                                   |
| 46位                                   | 石田晴香                               | B                                      | 16,072票                               | 2,661票                                | 56位                                   | 50位                                   | 27位                                   |
| 47位                                   | 小林亜実                               | KII                                    | 15,533票                               | 6,533票                                | 19位                                   | 圏外                                   | -                                      |
| 48位                                   | 大場美奈                               | B/KII                                  | 15,064票                               | 2,866票                                | 45位                                   | 57位                                   | 35位                                   |
| フューチャーガールズ（49位〜64位）     |                                        |                                        |                                        |                                        |                                        |                                        |                                        |
| 49位                                   | 薮下柊                                 | BII                                    | 14,745票                               | 5,530票                                | 23位                                   | 圏外                                   | -                                      |
| 50位                                   | 吉田朱里                               | N                                      | 14,684票                               | 圏外                                   | 圏外                                   | 圏外                                   | -                                      |
| 51位                                   | 菊地あやか                             | A                                      | 13,944票                               | 2,703票                                | 53位                                   | 51位                                   | 51位                                   |
| 52位                                   | 佐藤すみれ                             | A                                      | 13,692票                               | 圏外                                   | 圏外                                   | 61位                                   | 31位                                   |
| 53位                                   | 前田亜美                               | K                                      | 13,613票                               | 2,761票                                | 50位                                   | 42位                                   | 37位                                   |
| 54位                                   | 小笠原茉由                             | N                                      | 13,422票                               | 圏外                                   | 圏外                                   | 60位                                   | 60位                                   |
| 55位                                   | 田島芽瑠                               | 博研                                   | 13,246票                               | 3,080票                                | 42位                                   | -                                      | -                                      |
| 56位                                   | 岩佐美咲                               | B                                      | 12,638票                               | 2,406票                                | 62位                                   | 33位                                   | 33位                                   |
| 57位                                   | 市川美織                               | B/N                                    | 12,616票                               | 2,948票                                | 44位                                   | 58位                                   | 39位                                   |
| 58位                                   | 磯原杏華                               | S                                      | 12,319票                               | 3,272票                                | 40位                                   | 圏外                                   | -                                      |
| 59位                                   | 朝長美桜                               | 博研                                   | 12,126票                               | 2,740票                                | 51位                                   | -                                      | -                                      |
| 60位                                   | 松井咲子                               | A                                      | 11,961票                               | 圏外                                   | 圏外                                   | 53位                                   | 38位                                   |
| 61位                                   | 山内鈴蘭                               | B                                      | 11,888票                               | 圏外                                   | 圏外                                   | 54位                                   | 36位                                   |
| 62位                                   | 平嶋夏海                               | 卒                                     | 11,806票                               | 圏外                                   | 圏外                                   | -                                      | 26位                                   |
| 63位                                   | 金子栞                                 | E                                      | 11,620票                               | 2,821票                                | 48位                                   | 圏外                                   | -                                      |
| 64位                                   | 中西優香                               | S                                      | 11,602票                               | 4,654票                                | 30位                                   | 63位                                   | 63位                                   |

今回の総選挙における総投票数は劇場盤にも投票券が付いたこともあり、昨年の約2倍となる過去最多の264万6847票となった。

### 速報では64位以内であったものの最終結果が圏外となったメンバー
- 矢方美紀 (S) - 39位（3,274票）
- 木下有希子 (E) - 43位（3,069票）
- 山下ゆかり (KII) - 46位（2,862票）
- 森保まどか (H) - 49位（2,809票）
- 岩立沙穂（研） - 55位（2,685票）
- 岡本尚子（博研） - 57位（2,660票）
- 阿部マリア (K) - 58位（2,594票）
- 鈴木紫帆里 (K) - 60位（2,492票）

## 公式関連出版物
- FRIDAY編集部編『AKB48総選挙公式ガイドブック 2013』講談社MOOK、2013年5月。 ISBN 978-4-06-389754-8
- 『週刊プレイボーイ』特別編集『AKB 48総選挙!水着サプライズ発表 AKB48スペシャルムック 2013』集英社、2013年8月。 ISBN 978-4-0810-2163-5